# Формула-1 — Гран-прі Лас-Вегаса
Гран-прі Лас-Вегаса — один з етапів чемпіонату світу з автогонок у класі Формула-1. В даний час проводиться на вуличній трасі Лас-Вегаса, що включає Лас-Вегас-Стріп та розташована в Парадайзі, Невада, США.

## Історія
Перший Гран-прі Лас-Вегаса, який відбувся 18 листопада 2023 року, став першою гонкою Формули-1 в Лас-Вегасі після Гран-прі Цезарс Палас 1982 року. Вулична траса, на якій проходять перегони, включає Лас-Вегас-Стріп. Це стало третім Гран-прі в Сполучених Штатах в календарі 2023 року після Гран-прі Маямі та США, і вперше з 1982 року в Сполучених Штатах відбулося три Гран-прі Формули-1 за один сезон.

## Траса
Траса була розроблена Tilke GmbH, а проект очолив Карстен Тільке, син Германа Тільке. Формула-1 придбала ділянку землі для будівництва постійного піт-лейну, які використовуються під час гоночних вікендів.
Траса протяжністю 6,201 км складається з 17 поворотів. Гран-прі складається з 50 кіл, що забезпечує дистанцію гонки 309,958 км. Траса розташована поруч із багатьма відомими казино, а також включає пряму протяжністю 1,9 км, що є частиною Лас-Вегас-Стріп.

## Переможці

### За роками
| Рік      | Пілот           | Конструктор         | Звіт |
| -------- | --------------- | ------------------- | ---- |
| 2024     | Джордж Расселл  | McLaren-Mercedes    | Звіт |
| 2023     | Макс Ферстаппен | Ред Булл-Хонда RBPT | Звіт |
| Джерело: |                 |                     |      |